# Lézana Placette
Lézana Placette (Montpellier, 11 de dezembro de 1997) é ex-voleibolista indoor e atualmente jogadora de vôlei de praia francesa.

## Carreira
Ela  é licenciada em Biologia e oriunda de uma família de desportistas e logo demonstrou evolução para o voleibol quando fez parte do projeto para jovens Pôle Espoir, então FIFVE, para chegar como uma equipe de
Vôlei de praia. Na quadra passou pelo Centro Nacional de Volley-Ball na temporada 2013-14, e ASUL Lyon Volley-Ball nas jornadas 2014-15 e 2015-16.
Em 2014, representou o país no Campeonato Europeu Sub-19 ou Sub-20 e as classificatórias para o Campeonato Mundial Sub-20 ou Sub--21 no ano de 2015. Ainda em 2014, já competia nacionalmente no vôlei de praia ao lado de Margaux Carrère na etapa de Le Touquet, e depois no Mundial Sub-19 em Porto esteve ao lado de Alexia Richard. Com Alexia conquistou o terceiro lugar na etapa de Orleans  e o vice-campeonato na etapa de Saint-Quay-Portrieux do circuito francês em 2015, ainda terminaram na sexta posição no Campeonato Europeu Sub-20 em Lárnaca.
Esteve compondo dupla com Alexia Richard no Mundial Sub-21 de 2016 em Lucerna e competiram no Campeonato Mundial Universitário de Vôlei de Praia de 2016 em Pärnu e foram semifinalistas no Campeonato Europeu Sub-22 em Salonica.
Ainda em 2016, formou dupla com Alexandra Jupiter e com Aline Chamereau, e com esta estreou no circuito mundial no torneio cinco estrelas em Fort Lauderdale, ainda disputaram o Campeonato Europeu Sub-22 de 2017 em Baden e conquistaram o primeiro pódio no torneio uma estrela de Agadir.Em 2018, retomou inicialmente  e finalizou a temporada com Alexia Richard, depois seguidamente esteve em três eventos do circuito mundial com Aline Chamereau, e conquistou com Alexandra Jupiter o título do torneio uma estrela em Montpellier .
Em 2019, iniciou com Alexia Richard e terminaram na nona posição no Campeonato Europeu de Voleibol de Praia em Moscou e com Clémence Vieira conquistou o título da Continental Cup em Londres, e também dispiutaram o Finals do Circuito Mundial em Roma. Na temporada de 2020, permaneceu com Alexia Richard, disputando o Campeonato Europeu em Jūrmala, no ano de 2021, começaram juntas conquistaram o título na etapa de Arles no circuito francês, e terminaram com vice-campeonato na Continental Cup de Madrid e em nono na Continental Cupl (Final), também disputaram  Camepoanto Europeu de 2021 em Viena;  estiveram juntas na jornada de 2022, terminaram com o vice-campeonato no circuito francês em Saint-Laurent-du-Var,   quinto lugar no Challenge de Espinho, e na disputa do Campeonato Mundial em Roma e também do Campeonato Europeu dem Munique, foram semifinalistas no evento Elite 16 na Cidade do Cabo.
Em 2023, com Alexia Richard, terminaram em quinto nas etapas do Challenge de La Paz (Baja California Sur) e Espinho, disputaram o Campeonato Europeu em Viena e qualificaram-se para a disputa do Campeonato Mundial em  Tlaxcala de Xicohténcatl, Apizaco e Huamantla.

## Títulos e resultados
- 1* de Montpellier do Circuito Mundial de Vôlei de Praia de 2018
- 1* de Agadir do Circuito Mundial de Vôlei de Praia de 2017
- Elite 16 de Cidade do Cabo do Circuito Mundial de Vôlei de Praia de 2022
- King of the Court de 2022
- Campeonato Europeu Sub-22 de 2016
- Campeonato Francês de 2021
- Campeonato Francês de 2020
- Campeonato Francês de 2015
- Campeonato Francês de 2019
- Campeonato Francês de 2018
- Campeonato Francês de 2017